# Gotlands runinskrifter 324
G 324 är en medeltida ( s 1400-t - 1500-t) kalkmålning, skvallerdjävul av kalkputs i Rute kyrka, Rute socken och Gotlands kommun.
Skvallerscenen attribueras till Passionsmästaren, 1400-talets andra hälft. Liknande scen målade han i Linde kyrka, fast inskription representerades enbart med streck.

## Inskriften
Translitterering av runraden:
kisk---...
Normalisering till äldre fornsvenska:
...